# Departamento Valle Grande
Das Departamento Valle Grande ist eine von 16 Verwaltungseinheiten der Provinz Jujuy im Nordwesten Argentiniens. Valle Grande liegt im Osten der Provinz und grenzt im Norden an das Departamento Humahuaca, im Osten an die Provinz Salta, im Süden an das Departamento Ledesma und im Westen an das Departamento Tilcara. Die Hauptstadt des Departamentos ist das gleichnamige Valle Grande.

## Städte und Gemeinden
Das Departamento Valle Grande besteht aus folgenden Gemeinden und Siedlungen:
- Caspalá
- Valle Colorado
- Pampichuela
- San Francisco
- Santa Ana
- Valle Grande

Koordinaten: 23° 30′ S, 64° 54′ W